# 24645 Šegon
24645 Šegon è un asteroide della fascia principale. Scoperto nel 1985, presenta un'orbita caratterizzata da un semiasse maggiore pari a 2,5839254 UA e da un'eccentricità di 0,2324913, inclinata di 16,55396° rispetto all'eclittica.